# Pirnabin
Pirnabin (SP-304) je sinthetički ligand kanabinoidnog receptora. Ovo jedinjenje je razvijeno za tretman glaukoma.